# BY Draconis-variabel
BY Draconis-variabel är en variabel stjärna av sen spektraltyp, vanligtvis K eller M, och hör normalt till huvudserien. Namnet kommer från arketypen för denna kategori av variabla stjärnsystem, BY Draconis. Den uppvisar variationer i skenbar magnitud som en följd av stjärnans rotation i kombination med stjärnfläckar och annan kromosfärisk aktivitet. Resulterande fluktuationer i ljusstyrka är i allmänhet mindre än 0,5 magnituder. Ljuskurvor av BY Draconis-variabler är halvperiodiska. Perioden ligger nära stjärnans genomsnittliga rotationshastighet. Ljuskurvan är oregelbunden under perioden och ändras något i form från en period till en annan. För stjärnan BY Draconis var formen av ljuskurvan över en period oförändrad under en månad.
Närliggande K- och M-stjärnor som är BY Draconis-variabler inkluderar Barnards stjärna, Kapteyns stjärna, 61 Cygni, Ross 248, Lacaille 8760, Lalande 21185 och Luyten 726-8. Ross 248 var den först upptäckta BY Draconis-variabeln, vars variabilitet identifierades av Gerald Edward Kron år 1950. Variationen hos BY Draconis upptäcktes först 1966 och studerades i detalj av Pavel Fedorovich Chugainov under perioden 1973-1976.
Procyon, som är mycket ljusare än solen och har spektraltyp F5 IV/V, hävdas också vara en BY Draconis-variabel. Procyon är ovanlig på två sätt, dels genom att den är på väg från huvudserien till underjättefasen och dels genom att den är halvvägs på väg mellan proton/proton-funktion och kol/kväve/syre-cykel, vilket innebär att den befinner sig i ett läge mellan att ha ett konvektivt eller ett icke-konvektivt yttre skikt. Detta kan förklara de ovanligt stora stjärnfläckarna.
Några av dessa stjärnor kan uppvisa fläckar, som resulterar i ytterligare variationer av UV-Ceti-typen. På samma sätt liknar spektret av BY Draconis-variabler (särskilt i deras H- och K-linjer) RS-stjärnor, vilka är en annan klass av variabla stjärnor som har aktiv kromosfär.